# Heymat
HEYMAT (Hybride europäisch-muslimische Identitätsmodelle) war ein von 2008 bis 2015 laufendes sozialwissenschaftliches Forschungsprojekt an der Humboldt-Universität zu Berlin und dem Otto-Suhr-Institut für Politikwissenschaft, das Identitätskonzepte muslimischer Einwanderer in Deutschland untersucht. Das Projekt wurde von der VW-Stiftung durch das Schumpeter-Fellowship gefördert. Die Leitung lag bei Naika Foroutan und Isabel Schäfer.

## Inhalt
Das Forschungsprojekt fragte nach Gründen, warum sich die Identifikation muslimischer Einwanderer mit Deutschland schwierig gestaltet. Gegenstand der Untersuchung waren muslimische Identitätsmuster, welche Deutsch-Sein und Muslim-Sein verbinden. Forschungsinteresse war dabei, inwiefern hybriden Identitäten für Integrationsprozesse eine vermittelnde Rolle zukommt. These ist, dass hybride Identitäten notwendig sind, um die Kluft des Unverständnisses zwischen der angestammten Bevölkerung und den Einwanderern zu überbrücken. Zugleich wurde das Verhältnis zwischen Europa und der islamischen Welt und dessen Rückwirkung auf die Identitätsbildungen analysiert. Untersucht wurde, welchen Beitrag die Träger bikultureller Identitäten dazu leisten, den Wandel nationaler Identitäten zu beschleunigen. Zum Abschluss des Projekts war eine deutschlandweite repräsentative Online-Umfrage geplant, in der nicht nur Muslime zur hybriden Identität befragt werden sollten, sondern auch andere Vergleichsgruppen.